# FK Mladost Novi Sad
El FK Mladost Novi Sad (en serbio: ФК Младост ГАТ), llamado Mladost GAT por razones de patrocinio, es un equipo de Serbia que juega en la Primera Liga Serbia, la segunda división nacional.

## Historia
Fue fundado en el año 1972 en la ciudad de Novi Sad como un equipo de perfil bajo dentro de lo que era la antigua Yugoslavia, y tras la independencia de Serbia fue hasta 2018 que el club inicío una racha de ascensos.
Inició ganando el título de quinta división en 2018/19, ganando cuatro ascensos consecutivos como campeón de liga, lo que lo llevó a jugar en la Superliga de Serbia para la temporada 2021/22.

## Palmarés
- Primera Liga Serbia (1): 2021/22
- Serbian League Vojvodina (1): 2020/21.
- Vojvodina League South (1): 2019/20.
- Liga Novi Sad (1): 2018/19.
- Liga de la ciudad de Novi Sad (1): 2012/13.